# Émile Proulx-Cloutier

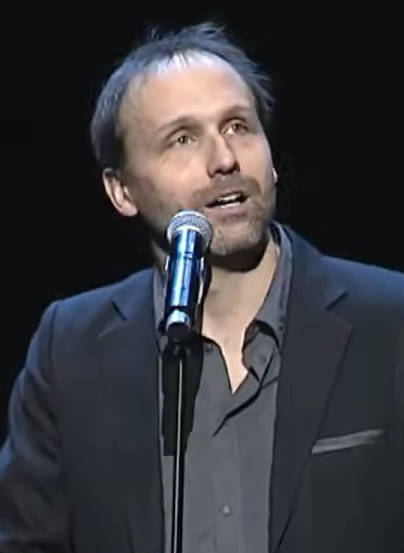
Émile Proulx-Cloutier

Émile Proulx-Cloutier (* 1983 in Montreal, Québec) ist ein kanadischer Schauspieler, Filmregisseur und Drehbuchautor.

## Leben und Leistungen
Émile Proulx-Cloutier ist der Sohn der Schauspieler Danielle Proulx und Raymond Cloutier, die von 1973 bis 1987 verheiratet waren. Er ist der Cousin der Schauspielerin Catherine Proulx-Lemay. In Montreal studierte er Filmwissenschaften am Collège Ahuntsic und Schauspiel am Conservatoire d'art dramatique.
Als Schauspieler trat er in französischsprachigen Filmen und Fernsehserien auf. Sein Regiedebüt gab er im französischsprachigen Filmdrama Papa (2005). In diesem Kurzfilm fungierte er erstmals auch als Drehbuchautor, Kameramann, Filmeditor und Musikkomponist. Der Film erhielt 2004 den Québecer Nachwuchspreis Iles-de-la-Madeleine und gewann 2005 einen Prix Jutra in der Kategorie Bester Kurzfilm.

## Filmografie

### Schauspieler
- 1993: Matusalem
- 1997: Matusalem II: le dernier des Beauchesne
- 2001: Mon meilleur ennemi (Fernsehserie)
- 2006: Les Hauts et les bas de Sophie Paquin (Fernsehserie)
- 2021: L’Arracheuse de temps

### Regisseur
- 2005: Papa

### Drehbuchautor
- 2005: Papa